# Euphorbia dawei
Euphorbia dawei ist eine Pflanzenart aus der Gattung Wolfsmilch (Euphorbia) in der Familie der Wolfsmilchgewächse (Euphorbiaceae).

## Beschreibung
Die sukkulente Euphorbia dawei wächst als Baum mit ausgebreiteten Zweigen und erreicht eine Höhe von etwa 15 Meter. Die zwei- bis dreikantigen Zweige werden 4 bis 10 Zentimeter breit und sind durch Einschnürungen in 5 bis 40 Zentimeter lange Abschnitte gegliedert. Die geflügelten Kanten sind an den Rändern in einem Abstand von 1 bis 2,5 Zentimeter zueinander mit buchtigen Zähnen versehen. Die dreieckigen Dornschildchen werden 5 Millimeter lang und 3 Millimeter breit. Es werden 2 bis 6 Millimeter lange Dornen und sehr kleine Nebenblattdornen ausgebildet. Die verkehrt eiförmigen Blätter werden bis 6 Millimeter lang und 4 Millimeter breit. An jungen Trieben verbleiben sie lange Zeit.
Der Blütenstand ist aus drei bis sieben, oft einfachen Cymen zusammengesetzt und steht an einem 3 bis 4 Millimeter langen Stiel. Die Cyathien erreichen einen Durchmesser von 6,5 Millimeter. Die elliptischen Nektardrüsen stoßen fast aneinander und sind gelbgrün gefärbt. Der Fruchtknoten ist von einer Blütenhülle umgeben, die sich aus fünf bis neun kurzen Zipfeln zusammensetzt. Die nahezu kugelförmige bis stumpf gelappte und rötlich gefärbte Frucht wird etwa 7 Millimeter lang und 10 Millimeter breit. Sie steht an einem gebogenen Stiel, der bis 10 Millimeter lang wird. Der annähernd kugelförmige Samen wird 4,5 Millimeter groß und hat eine glatte Oberfläche.

## Verbreitung und Systematik
Euphorbia dawei ist im Osten der Demokratischen Republik Kongo, im Westen von Uganda, im Nordwesten von Tansania, in Burundi und in Ruanda in laubabwerfenden Waldgebieten in Höhenlagen von 800 bis 1300 Meter verbreitet.
Die Erstbeschreibung der Art erfolgte 1912 durch Nicholas Edward Brown.